# Santa Magdalena Jicotlán
Santa Magdalena Jicotlán är en kommun i Mexiko.   Den ligger i delstaten Oaxaca, i den sydöstra delen av landet, 250 km sydost om huvudstaden Mexico City. Arean är 48 kvadratkilometer.
Terrängen i Santa Magdalena Jicotlán är huvudsakligen kuperad, men åt nordost är den platt.